# Рассказовка (станция метро)
«Расска́зовка» — станция Солнцевской линии Московского метрополитена. Расположена в районе Внуково (НАО) у пересечения Боровского шоссе и улицы Корнея Чуковского. Получила своё название по одноимённой деревне. Открыта 30 августа 2018 года в составе участка «Раменки» — «Рассказовка». Колонная двухпролётная станция мелкого заложения с одной островной платформой. Являлась самой западной станцией Московского метрополитена до продления до станции «Аэропорт Внуково», а также самой отдалённой от МКАД подземной станцией в московском метро.

## История

### Ход строительства
Строительство станции было осуществлено ООО «Строительная компания „ИБТ“». Управляющая компания по строительству станции — АО «Мосинжпроект».
- Декабрь 2013 года — март 2014 года. Подготовительные работы, инженерно-геологические изыскания, геологоразведка.
- Апрель 2014 года. Начинается заливка форшахты, закончены подготовительные работы.
- Май 2014 года. Началось строительство стены в грунте.
- Июль 2014 года. Генеральный директор строительной компании «ИБТ» сообщил, что в сентябре этого года на стройплощадке начнётся щитовая проходка тоннелей[5]. Началось раскрытие котлована станции.
- 23 января 2015 года. С помощью ТПМК Herrenknecht «Наталия» началась первая проходка на всём участке радиуса от станции «Раменки» до станции «Рассказовка»[6].
- Июнь 2015 года. На станции метро «Рассказовка» завершено устройство несущих колонн платформы[7].
- 5 ноября 2015 года. Завершена проходка правого перегонного тоннеля «Новопеределкино» — «Рассказовка».
- Январь — февраль 2016 года. Ведётся проходка левого перегонного тоннеля «Новопеределкино» — «Рассказовка».
- 2 февраля 2017 года. Начался монтаж рельсов в правом перегонном тоннеле между станциями «Рассказовка» и «Новопеределкино»[8][9].
- 14 февраля 2017 года. Начались отделочные работы[10].
- 23 мая 2017 года. Завершены основные строительно-монтажные работы на платформенной части станции, началась отделка платформы гранитом[11].
- 15 июня 2017 года. Отделка платформы гранитом завершена[12].
- 27 июня 2017 года. Начат монтаж декоративных панелей на стенах и отделка колонн[13].
- 8 ноября 2017 года. Закончен монтаж металлокерамических панелей и чистовая отделка вестибюлей. Начата наладка технического оборудования[14].
- 16 января 2018 года. На станции смонтировано архитектурное освещение[15][16].
- 12 марта 2018 года. Строительные работы на станции завершены, идёт пусконаладка оборудования. Начато возведение конструкций входных павильонов[17].
- 22 мая 2018 года. Станция готова к вводу[18].
- 21 июня 2018 года. Произведён технический пуск участка[19].
- Август 2018. Прохождение габарита и пробного поезда по станции[источник не указан 740 дней].
- 25 августа 2018 года. Подключение станции к ранее действующему участку Солнцевской линии[источник не указан 740 дней].

### Открытие станции
Станция открылась 30 августа 2018 года в составе участка «Раменки» — «Рассказовка», после ввода в эксплуатацию которого в Московском метрополитене стало 222 станции.
8 мая 2024 года в Новой Москве были упразднены поселения в пользу новых районов, а также произошёл обмен участками территорий существующих районов с вновь образованными. В результате реформы станция, располагавшаяся на территории поселения Внуковское, оказалась в районе Внуково[значимость факта?]. 

### Проект «Книги в метро»
К открытию станции был приурочен запуск проекта «Книги в метро», сделавшего доступными для пассажиров сеть виртуальных библиотек, самая большая из которых расположилась в вестибюле «Рассказовки». Чтобы бесплатно скачать книгу, достаточно считать с помощью камеры гаджета специальный QR-код, размещённый на колонах вестибюля станции. Проект был перезапущен в мае 2023 года, когда на станции стали доступны более 400 произведений русской и мировой классики из бесплатного мобильного приложения «НЭБ Свет» Российской государственной библиотеки.

## Расположение и вестибюли
Станция располагается вдоль Боровского шоссе вблизи микрорайона «Переделкино Ближнее» и деревни Рассказовка Новомосковского административного округа Москвы. Имеет два подземных вестибюля с выходами на обе стороны Боровского шоссе; для пересечения Боровского шоссе построен подземный пешеходный переход. К северу от шоссе идёт строительство крупного транспортно-пересадочного узла «Рассказовка», в котором разместится многофункциональный торговый центр и администрация поселения Внуковское, а также жилые площади, детский сад и школа. Два выхода со станции ведут к торговому центру и разворотной площадке ТПУ, три — к жилым домам и остановкам общественного транспорта. Транспортно-пересадочный узел связывает между собой метрополитен, автобусы и будущую линию скоростного трамвая, которая будет вести к платформе Мичуринец, административно-деловому центру в Коммунарке и платформе Бутово. Технологическая часть ТПУ открыта вместе со станцией метро, полностью узел открыт в 2020 году.

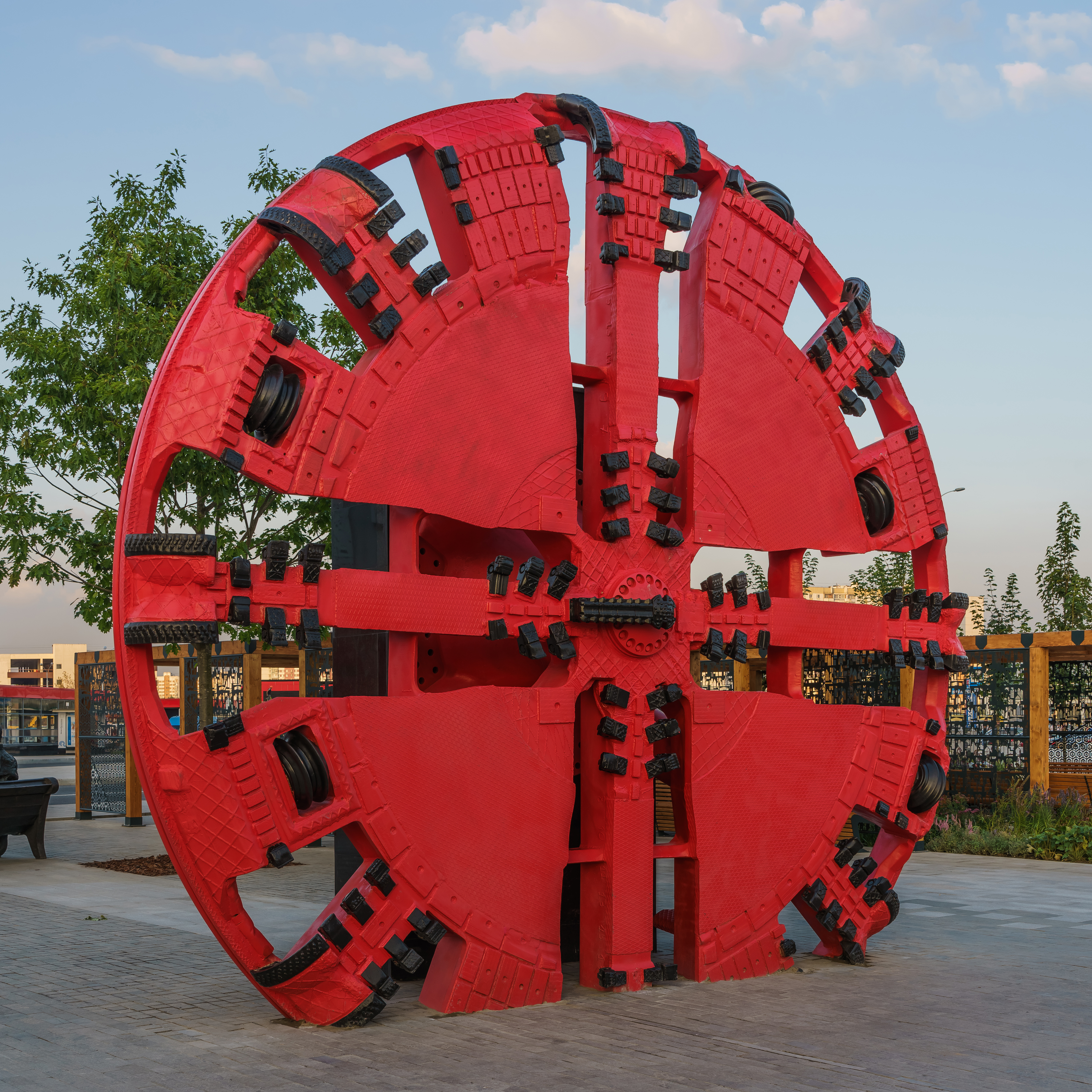
Фрагмент ротора тоннелепроходческого комплекса, установленный около входа на станцию

При станции поставлен памятник, состоящий из двух отдельных частей:
- скульптурная композиция, изображающая проходчика (метростроителя) и писателя, расположившихся на лавочке, перетекающей в штабель рельс[27];
- фрагмент ротора тоннелепроходческого комплекса «Наталия», который, помимо прочих, строил тоннели и к данной станции[28].

Павильоны станции на фоне строящегося ТПУ. Июль 2018 года
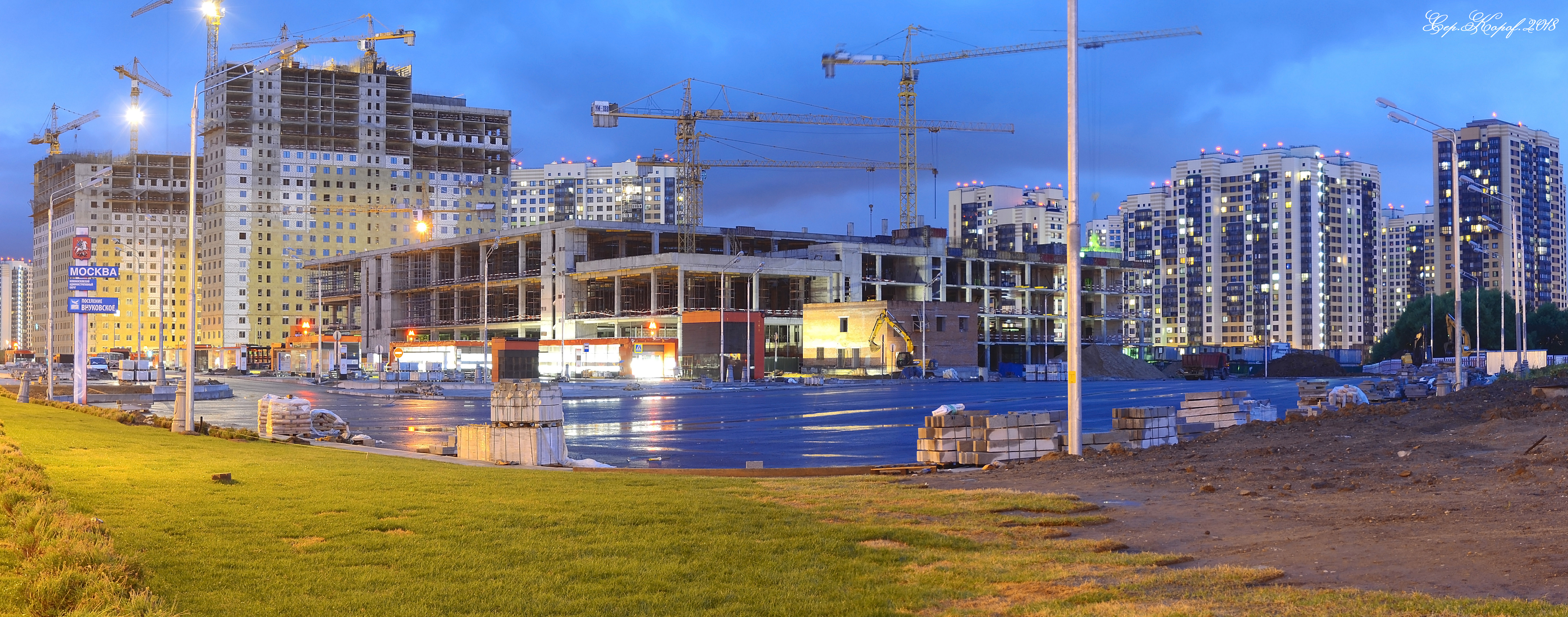
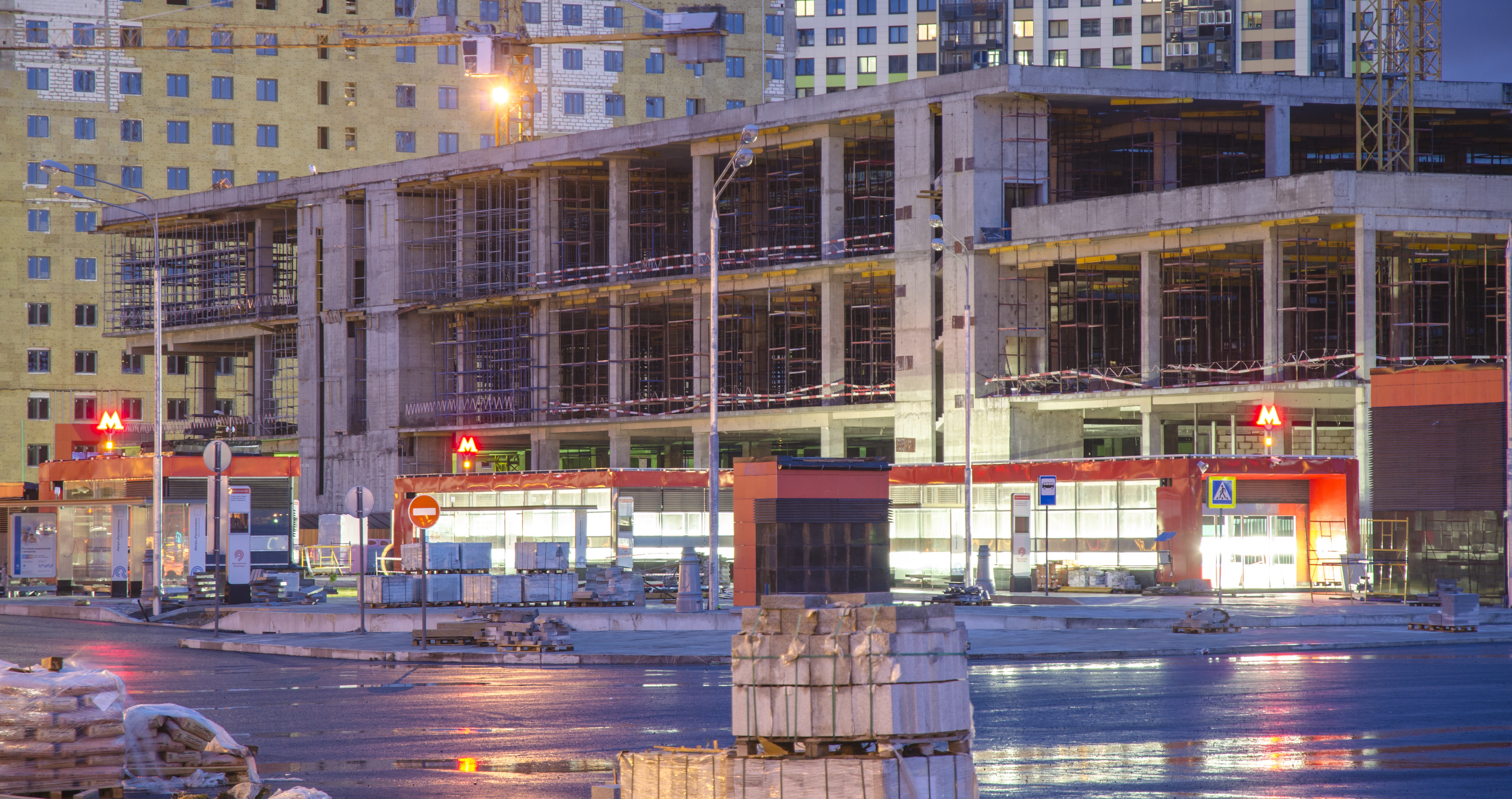

## Архитектура и оформление
Колонная двухпролётная станция мелкого заложения с одной островной платформой.

Архитектурная концепция совмещает декораторский стиль ар-деко и пространство классического читального зала общественной библиотеки. Дизайн станции обыгрывает название деревни Рассказовка, отсылая также к названию ряда ближайших улиц, которые носят имена Чуковского, Ахматовой, Пастернака и других литераторов XX века, и к посёлку Переделкино, где располагались лесные дачи и Дом творчества Союза писателей СССР. Главные элементы интерьера — колонны, задекорированные под «шкафы-картотеку». На лицевой поверхности картотечных ящиков нанесены QR-коды. Пол станции выполнен в виде ромбовидного шахматного рисунка двух типов гранита: тёмно-серый с белым и светло-серый с белым. Путевые стены облицованы металлокерамическими панелями с рисунком в виде корешков книг, а простенки со скамейками для отдыха, расположенные между колонн, — цитатами известных людей. Станция освещается светильниками правильной геометрической формы, а освещение вдоль путей сделано скрытым. Основания колонн и названия станции на путевых стенах также получили архитектурную подсветку.

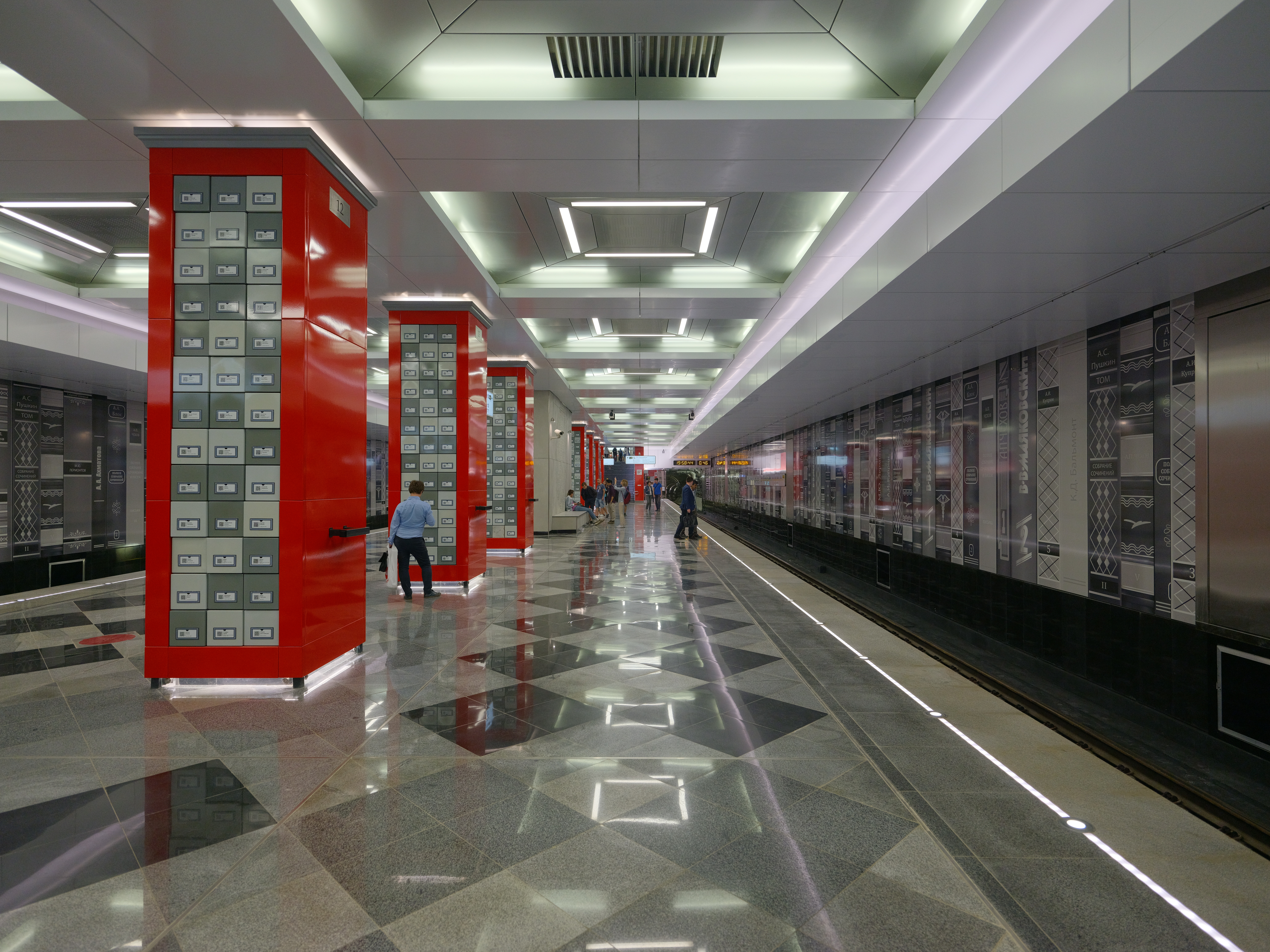
Посадочная платформа
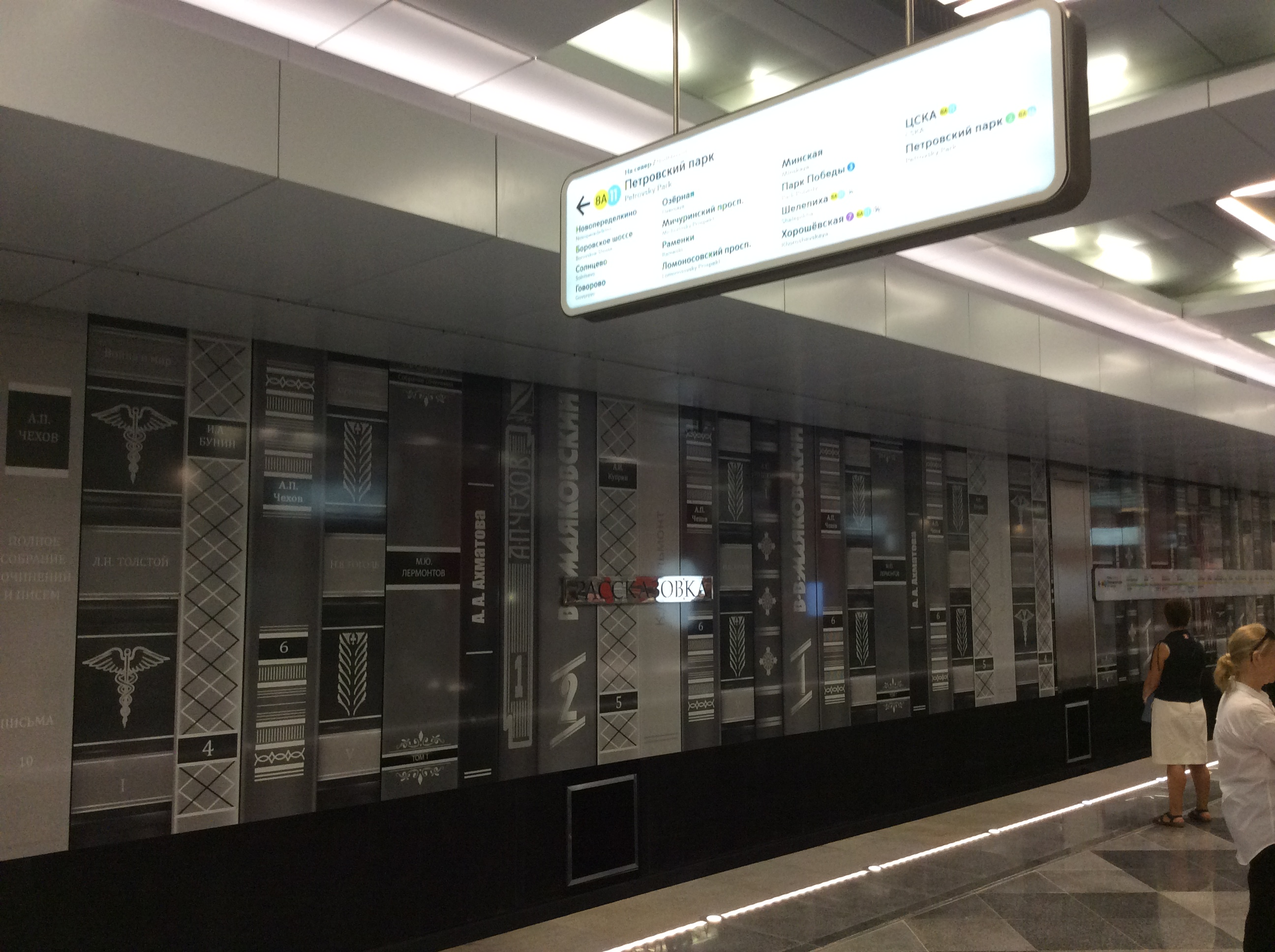
Путевая стена
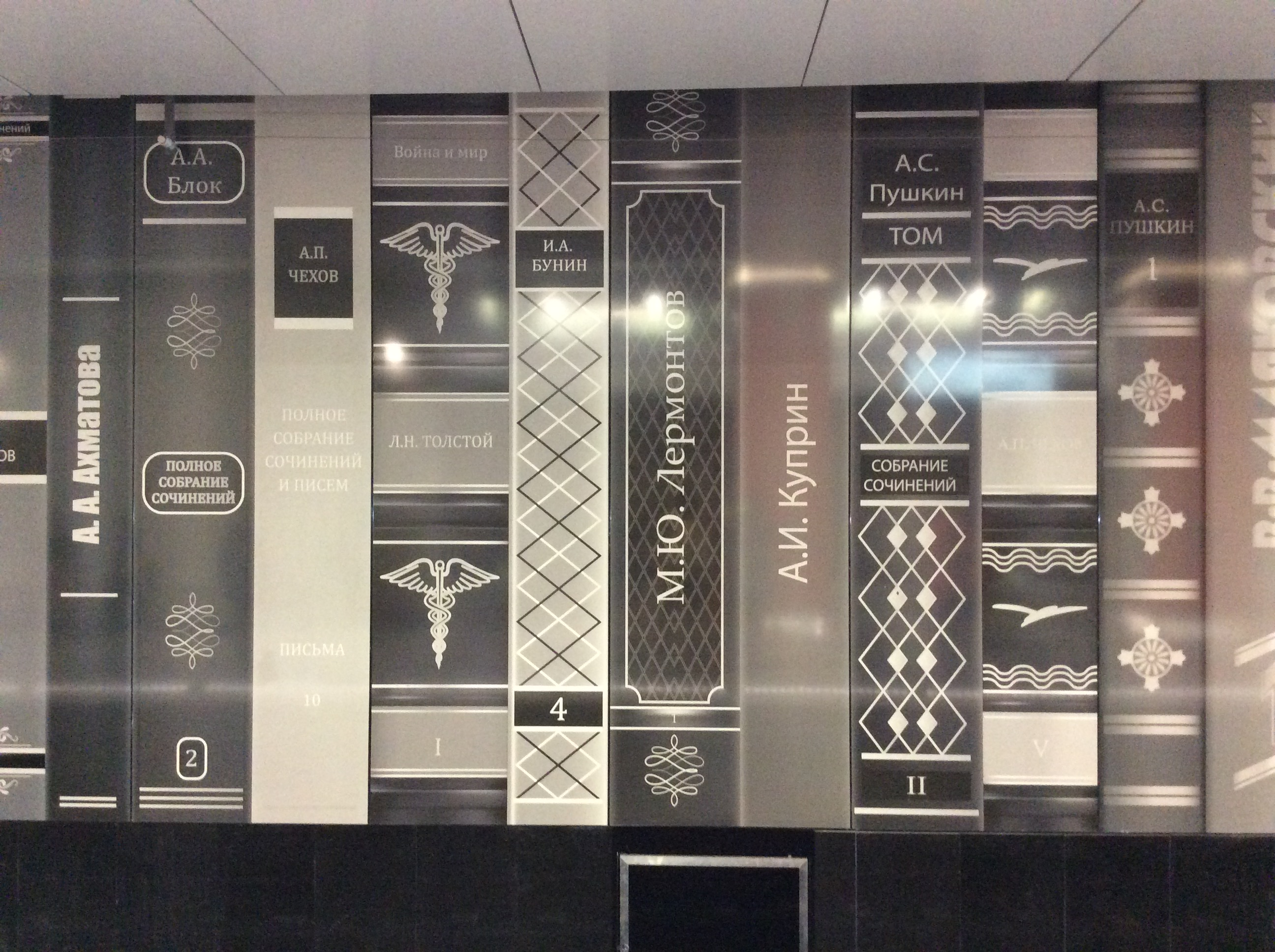
Оформление путевой стены
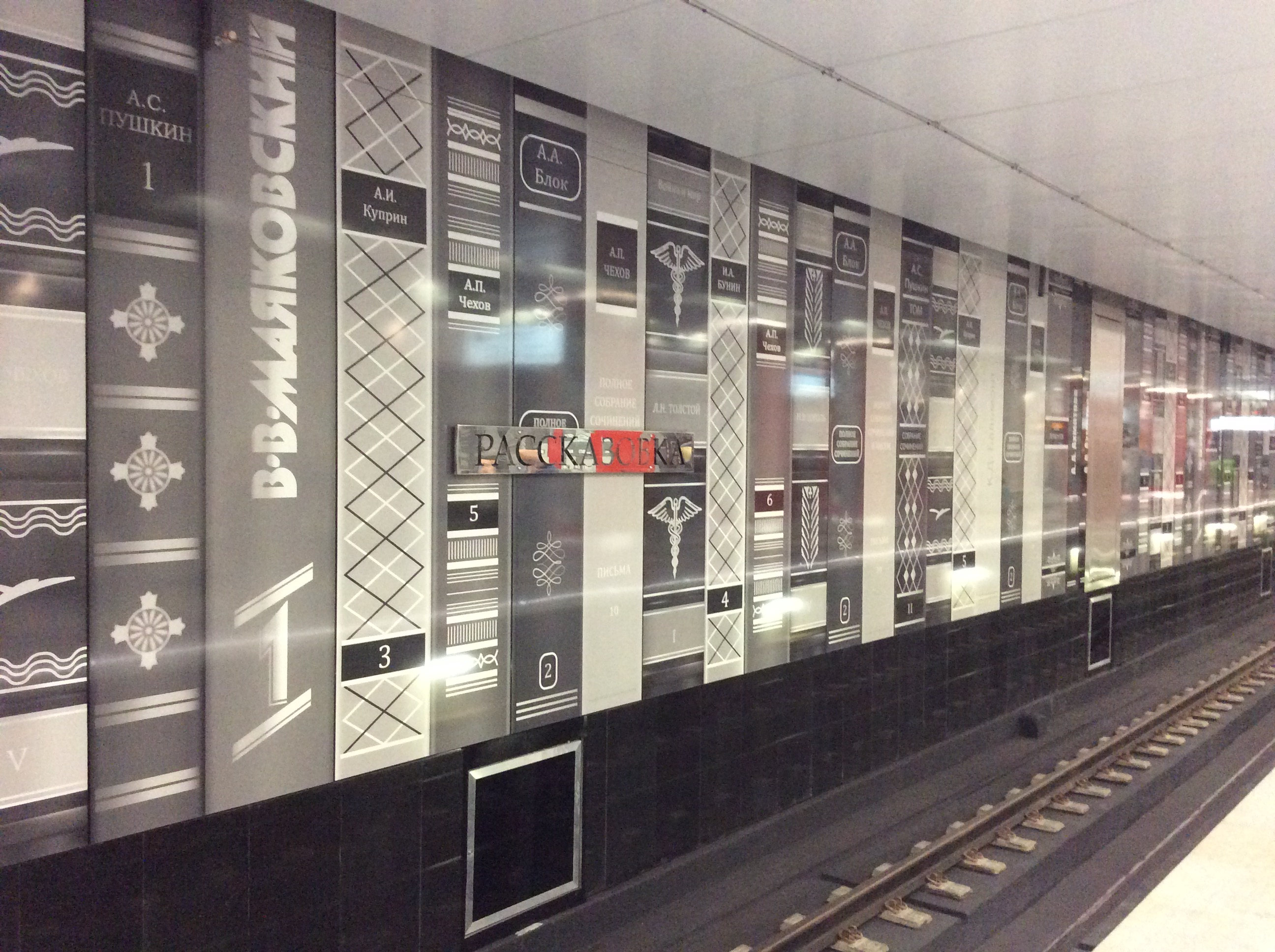
Название станции на путевой стене
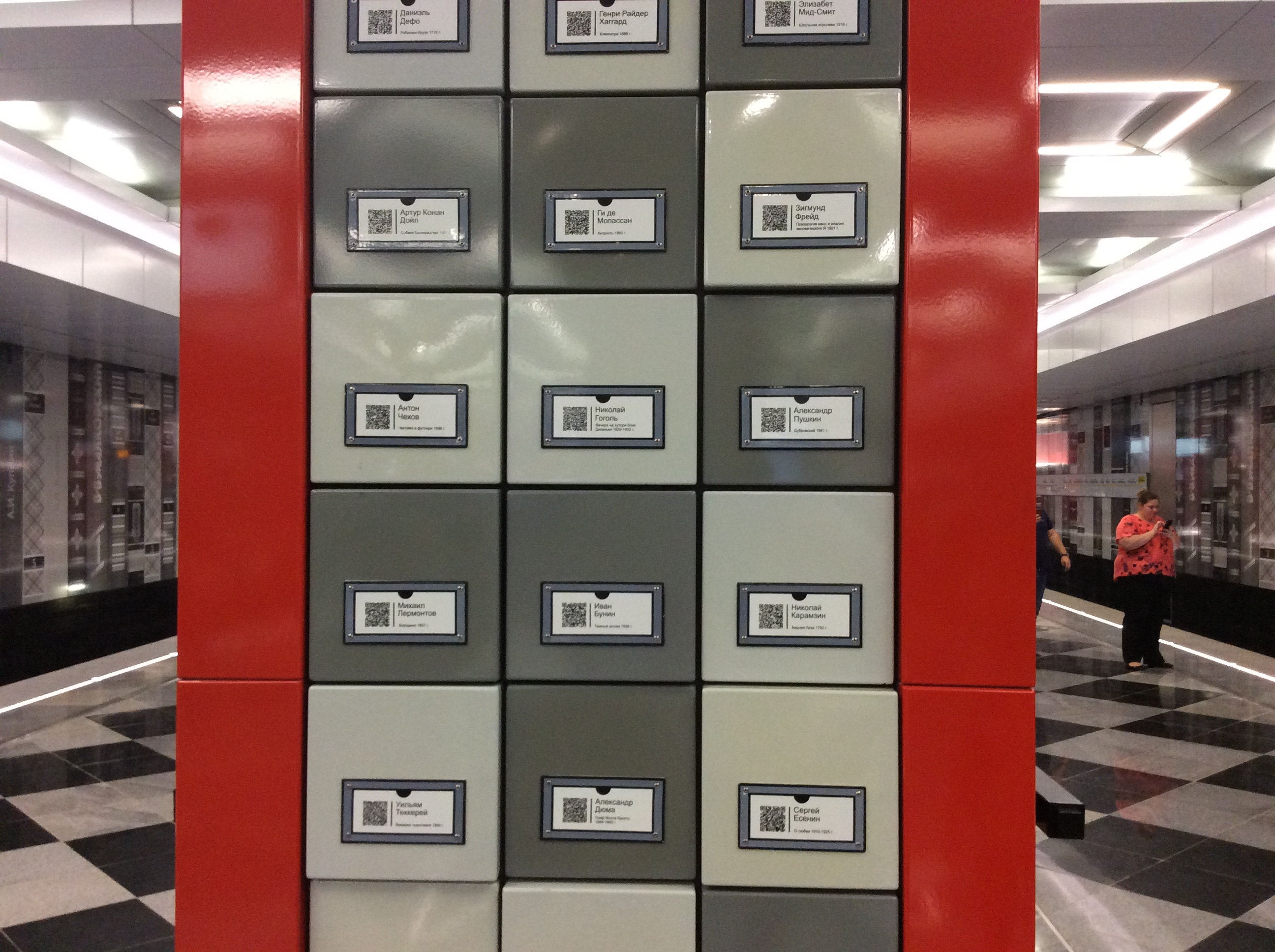
Колонна
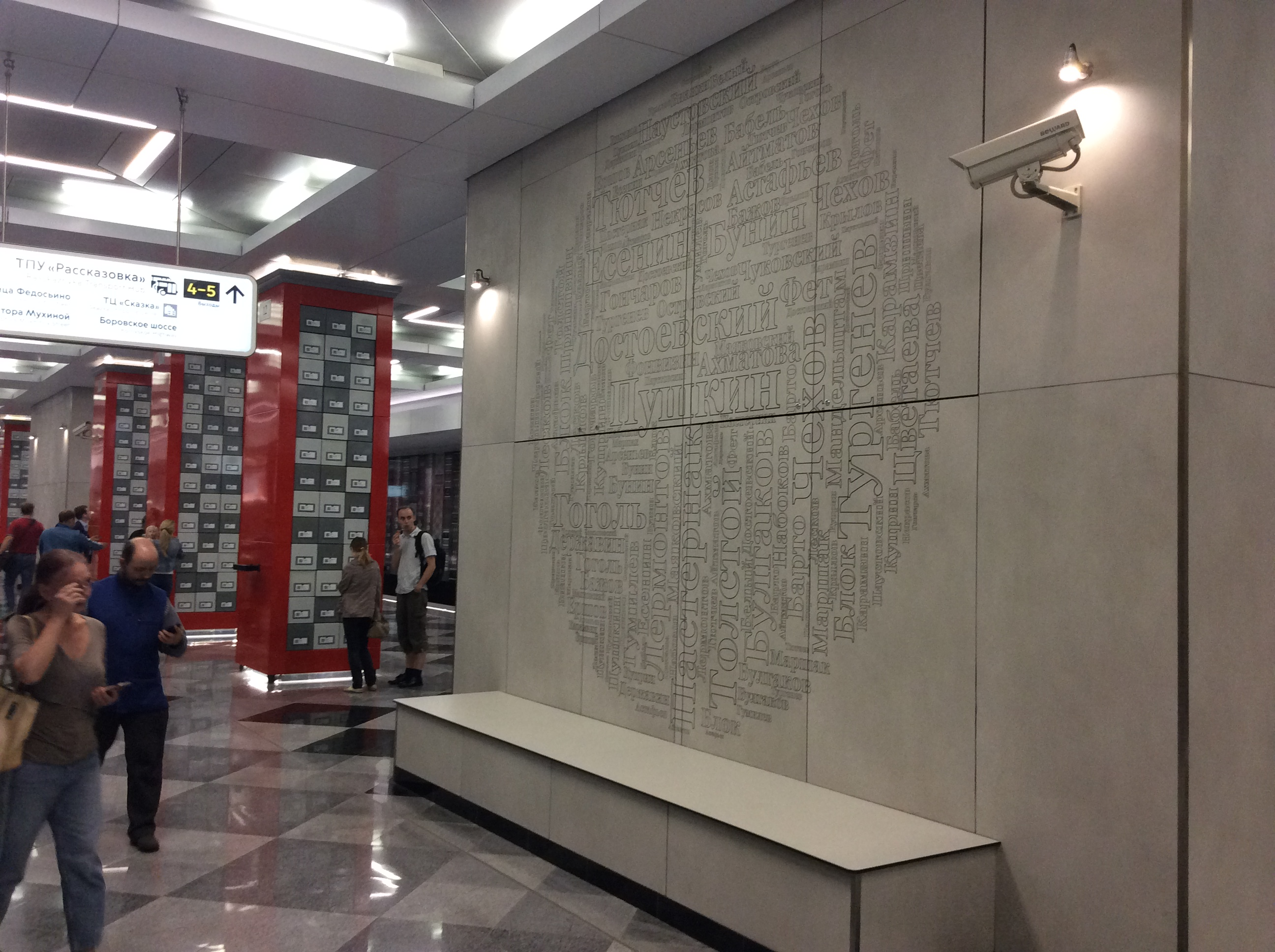
Простенок между колоннами

## Путевое развитие
За станцией располагаются шестистрелочные оборотные тупики.

## Наземный общественный транспорт
На этой станции можно пересесть на следующие маршруты городского пассажирского транспорта:
- Автобусы: 32, 166, 166к, 255, 274, 296, 507, 550, 579, 750, 870, 881, 886, 950, н11